# FC Amanda
FC Amanda (eller FCA) var en dansk fodboldklub, grundlagt i efteråret 2001 og hjemmehørende i Kerteminde Kommune. Holdet blev dannet som et overbygningssamarbejde mellem de tre nordøstfynske fodboldklubber Kerteminde Boldklub, Boldklubben KR 70 (Kølstrup-Rynkeby) og fodboldafdelingen i Dalby Idrætsforening omkring et herreynglinge- og et U/21-herrehold med en primær fokus på talentudvikling og havde sportslig virkning fra og med 2002-sæsonen. Holdet blev opløst i 2004, da moderklubbernes respektive ledelser ikke valgte at forlænge samarbejdets tre-årige prøveperiode.
Sammenlægningen af ungdomsholdene skete på baggrund af den manglende tilslutning af spillere til ungdomsholdene i de tre moderklubber. Ynglingeholdet lagde i 2002-sæsonen ud med at spille i Ynglinge 1, mens U/21-holdet startede sin tilværelse i den respektive A-række. Træningen og kampene blev i starten afviklet ved Kerteminde Stadion, men gik sidenhen på skift mellem de involverede klubber. Projektet fik ved stiftelsen en bestyrelse bestående af syv medlemmer, heraf to personer fra hver klub (den ene et bestyrelsesmedlem) samt KR70's daværende førsteholdstræner Jørgen Hansen og modtog 10.000 kr. som investering fra hver moderklub. Holdets første træner blev Per Rasmussen.